# NGC 2245
NGC 2245 je odrazna maglica  u zviježđu Jednorogu. 

## Vanjske poveznice
- SEDS: NGC 2245